# أرانيديبين
أرانيديبين (الاسم العلمي: Aranidipine) (يباع تحت الاسم التجاري سابريستا) هو حاصر لقنوات الكالسيوم، وهو مشتقٌ من ثنائي هيدروبيريدين، وله مستقلبان نشطان (M-1α وM-1β). طوّرته ماروكو سيياكو، وصيغته هي ميثيل 2-أوكسوبروبيل 1،4-ديهايدرو-2،6-ثنائي ميثيل-4-(2-نيتروفينيل)-3،5-بيريدين ثنائي كاربوكسيلات. يُستخدم بشكل رئيسي خافضًا لضغط الدم.